# Каріна Жумабайкизи
Каріна Жумабайкизи ( нар. 4 серпня 1998, Казахстан) — казахська футболістка, півзахисниця.

## Життєпис
Розпочала дорослу кар'єру у клубі ДЮСШ № 7 (Шимкент) – резервному складі клубу «БІІК-Казигурт». За три неповні сезони (2013—2015) провела у його складі 51 матч у вищій лізі Казахстану. 2015 року зіграла свої перші матчі за основну команду «БІІК-Казигурт», стала чемпіонкою Казахстану 2015 року. 2016 року частину сезону провела у складі чемпіона країни «БІІК-Казигурт», а частина — у складі срібного призера «Астани». Надалі продовжувала грати за «БІІК-Казигурт», у його складі неодноразово ставала чемпіонкою та володаркою Кубку Казахстану, брала участь у матчах єврокубків. Також продовжувала грати за резервну команду, у 2017 році відзначилася 6-ма голами за ДЮСШ №7 та увійшла до десятки найкращих бомбардирів чемпіонату. У 2019 році забила 7 голів за «БІІК-Казигурт» і також увійшла до десятки найкращих снайперів. Частину сезону 2019 року провела в узбецькому клубі «Согдіана».
У 2022 році перейшла до російського клубу «Рязань-ВДВ». Дебютний матч у вищому дивізіоні Росії зіграла 13 березня 2022 проти «Ростова».
Виступала за дівочу та молодіжну збірну Казахстану. У національній збірній Казахстану зіграла перші офіційні матчі у 2015 році. Загалом зіграла за збірну щонайменше 20 офіційних матчів у кваліфікаційних турнірах чемпіонатів світу та Європи.